# Federico Mancinelli
Federico Mancinelli (Bahía Blanca, 8 maggio 1982) è un ex calciatore argentino, di ruolo difensore.

## Caratteristiche tecniche
È un difensore centrale.

## Palmarès

### Club

#### Competizioni nazionali
- Copa Argentina: 1

Huracán: 2013-2014
- Supercopa Argentina: 1

Huracán: 2014